# Mieroszewscy herbu Ślepowron
Mieroszewscy (także jako Mieroszowscy) – ród przybyły na Górny Śląsk i do Małopolski z Miroszewic koło Łęczycy. Pieczętowali się herbem Ślepowron.
Protoplastą rodu był prawdopodobnie żyjący w XIV wieku Andrzej z Miroszewic. Od końca XV wieku ich siedzibą były Jakubowice na Górnym Śląsku po małżeństwie Mikołaja zwanego Szatanem z Jadwigą Smolicką ze Smolic. Ich syn Jan Mieroszewski określał się w pocz. XVI wieku jako pan na Jakubowicach, Michałkowicach i Bańgowie, a od 1558 roku był skarbnikiem będzińskim. Jego syn Krzysztof Mieroszewski był właścicielem Michałkowic, Siemianowic i Chropaczowa, a po małżeństwie z Jadwigą Salomon stał się właścicielem majoratu mysłowickiego. Jego brat Wojciech pojął za żonę Dorotę Gosławską, z którą miał syna Wojciecha II (protoplastę linii szlacheckiej) oraz syna Jana II (protoplastę linii ordynackiej-hrabiowskiej), który objął majorat mysłowicki.
Linia mysłowicka hrabiowska:
Majorat mysłowicki w 1678 roku został przekształcony w ordynację rodową Mieroszewskich przez Krzysztofa II Mieroszewskiego (lub Jana Krzysztofa). W skład Ordynacji Dóbr Mysłowickich wchodziły Mysłowice, Brzęczkowice, Szopienice, Janów, Roździeń, Bogucice i Brzezinka. Syn kapitana wojsk koronnych Stanisława Mieroszewskiego (1727-1803), szambelan polskiego króla Józef Mieroszewski z Zagórza otrzymał tytuł hrabiego pruskiego (wygasł wraz z jego śmiercią w 1833 r.). W 1839 roku ordynacja została zamieniona na ordynację pieniężną: rząd pruski odkupił ją za 6 tys. talarów rocznej renty, jednak kolejni Mieroszewscy nosili tytuł Ordynata Mysłowickiego do końca trwania linii. W 1869 r. X ordynat Sobiesław Mieroszewski i Stanisław Mieroszewski otrzymali od austriackiego cesarza Franciszka Józefa I Habsburga tytuły hrabiowskie. W XIX wieku Mieroszewscy (używający czasem także nazwiska Mieroszowscy) byli m.in. właścicielami także Pałacu Spiskiego w Krakowie, Domu Ordynackiego na ul. Krupniczej 11, zamku w Pieskowej Skale, Chrzanowa i Rabki. Linia hrabiowska wygasła w 1915 r. wraz ze śmiercią ostatniego ordynata, Krzysztofa Emila Mieroszewskiego (1857-1915).
Linia szlachecka:
Stanisław Mieroszewski w 1692 roku sprzedał Jakubowice oraz Siemianowice i Bańgów.